# Неравенство Лоясевича
Неравенство Лоясевича — неравенство, установленное польским математиком Станисловом Лоясевичем, дающее верхнюю оценку для расстояния от точки произвольного компакта до множества нулевого уровня вещественной аналитической функции многих переменных.
Это неравенство находит применения в различных разделах математики, в том числе, в вещественной алгебраической геометрии, в анализе, в теории дифференциальных уравнений
.

## Формулировка
Пусть функция {\displaystyle f:U\to \mathbb {R} } является вещественно аналитической на непустом открытом множестве {\displaystyle U\subset \mathbb {R} ^{n}} и пусть {\displaystyle Z=\{x\in U:f(x)=0\}} — множество нулей функции {\displaystyle f}. Если множество
{\displaystyle Z} непусто, то для любого непустого компакта {\displaystyle K\subset U} существуют такие константы {\displaystyle \alpha \geq 2} и {\displaystyle C>0}, что имеет место неравенство 
{\displaystyle \inf _{z\in Z}|x-z|^{\alpha }\leq C|f(x)|\ \ \forall \,x\in K,}
число {\displaystyle \alpha } в котором может быть достаточно большим.
Кроме того, для любой точки {\displaystyle p\in U} существует достаточно малая её окрестность {\displaystyle W\subset U} и такие
константы {\displaystyle 0<\beta <1} и {\displaystyle C>0}, что имеет место второе неравенство Лоясевичаː
{\displaystyle |f(x)-f(p)|^{\beta }\leq C|\nabla f(x)|\ \ \forall \,x\in W.}
Из второго неравенства очевидно следует, что для каждой критической точки вещественно аналитической функции существует такая окрестность, что функция принимает то же самое значение во всех критических точках из этой окрестности.